# Басиев, Тасолтан Тазретович
Тасолтан Тазретович Баси́ев (осет. Баситы Тазреты фырт Тасолтан; 23 сентября 1947, Москва, РСФСР — 26 февраля 2012, там же, Российская Федерация) — советский и российский учёный в области создания материалов фотоники, заместитель директора Научного центра лазерных материалов и технологий Института общей физики имени А.М. Прохорова РАН (ИОФАН). Член-корреспондент РАН.

## Биография
В 1972 году окончил МЭИ. В 1984 году защитил докторскую диссертацию «Селективная лазерная спектроскопия активированных кристаллов и стекол». Профессор (1991). Член-корреспондент РАН (2008) по Отделению нанотехнологий и информационных технологий РАН (специальность «Нанотехнологии»).
В 1972—1984 годах — в ФИАН имени П. Н. Лебедева. С 1984 года он являлся заведующим Лабораторией лазерной спектроскопии твердого тела ИОФАН, а с 1999 года — заместитель директора Научного центра лазерных материалов и технологий ИОФАН. Одновременно — научный руководитель Учебно-научного центра ИОФАН-КГТА (Ковровская государственная технологическая академия).
Член Комиссии РАН по премиям для молодых ученых РФ, Научного совета РАН по спектроскопии атомов и молекул, редколлегий журналов «Optical Materials» и «Квантовая электроника», диссертационного докторского совета. Он избран Erskine Fellow Университета Кентербери (Новая Зеландия) и членом Американского Оптического общества. Под его руководством защищено 16 кандидатских и 2 докторских диссертации. Автор и соавтор 412 научных работ, из них 36 обзоров, 4 монографии и 28 патентов.
Похоронен на Ивановском кладбище (Новомосковский АО).

## Научная деятельность
Создатель фторидной лазерной нанокерамики, новых лазерных монокристаллов; создал твердотельные лазеры с энергией свыше 100 Дж (100 нс) и пиковой мощностью более 200 ГВт (500 фс); разработчик новых ВКР кристаллов и ВКР лазеров. Также:
- предложил использовать нанокластеры (Nd3±Fi-)2, (Nd3±Fi-)4 и (Nd3±Fi-)6 в кристаллах CaF2, SrF2 и CdF2 в качестве логических элементов с перепутанными квантовыми состояниями для обработки информации;
- установил квадрупольный механизм когерентного перепутывания в нанокластерах и ослабленную декогерентизацию; разработал методы нанофотоники РЗ ионов в лазерных кристаллах и стеклах;
- открыл явление кооперативной "down" конверсии с квантовым выходом 200%;
- изучал возможности управления излучательными характеристиками нанокристаллов, что важно при создании двухфазных лазерных сред.

## Награды и премии
- премия Ленинского комсомола (1976) — за исследование физических процессов в активных средах газовых и твёрдотельных оптических квантовых генераторов;
- Международная премия АН СССР-ВАН, премии МАИК НАУКА.